# Cheval catalan
Le cheval catalan est une race chevaline espagnole, désormais éteinte, qui était originaire de Catalogne. Selon l'étude génétique menée sur les « races de chevaux celtiques espagnoles », le Mallorquín et le Minorquin sont tous deux liés au cheval catalan. Le cheval catalan est lui-même le résultat de l'introgression des populations de chevaux celtiques, avec une forte influence génétique africaine sur une population originale introduite dans la péninsule Ibérique par les Celtes au VIIIe siècle av. J.-C..